# Melanagromyza parvisetula
Melanagromyza parvisetula är en tvåvingeart som beskrevs av Spencer 1959. Melanagromyza parvisetula ingår i släktet Melanagromyza och familjen minerarflugor.
Artens utbredningsområde är Madagaskar. Inga underarter finns listade i Catalogue of Life.